# Мордово (Саратовская область)
Мордово — село в Красноармейском районе Саратовской области.

## География

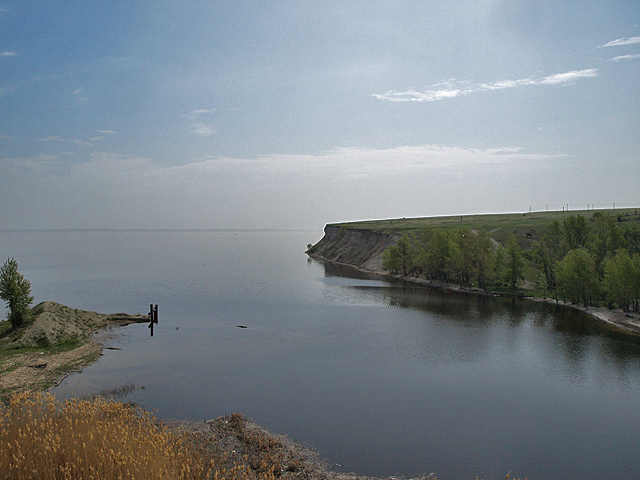
Волга на востоке Мордово

Мордово располагается на холме между двух оврагов на правом берегу Волги в 40 километрах к югу от Саратова и 11 километрах к северо-востоку от Красноармейска. С районным центром село связано рейсовым автобусом. Ближайшая железнодорожная станция Приволжской региональной железной дороги Бобровка находится в 19 километрах от Мордово. Трасса Р228, соединяющая Саратов и Волгоград, проходит в 13 километрах западнее.
Берег Волги в районе Мордово обрывистый, занимающие площадь около 20 гектаров оползни имеют научно-геологическое и историческое значение. В окрестностях села найдены следы поселений эпохи неолита и бронзового века, встречаются окаменелые останки вымерших в конце Мезозойской эры белемнитов.

## История

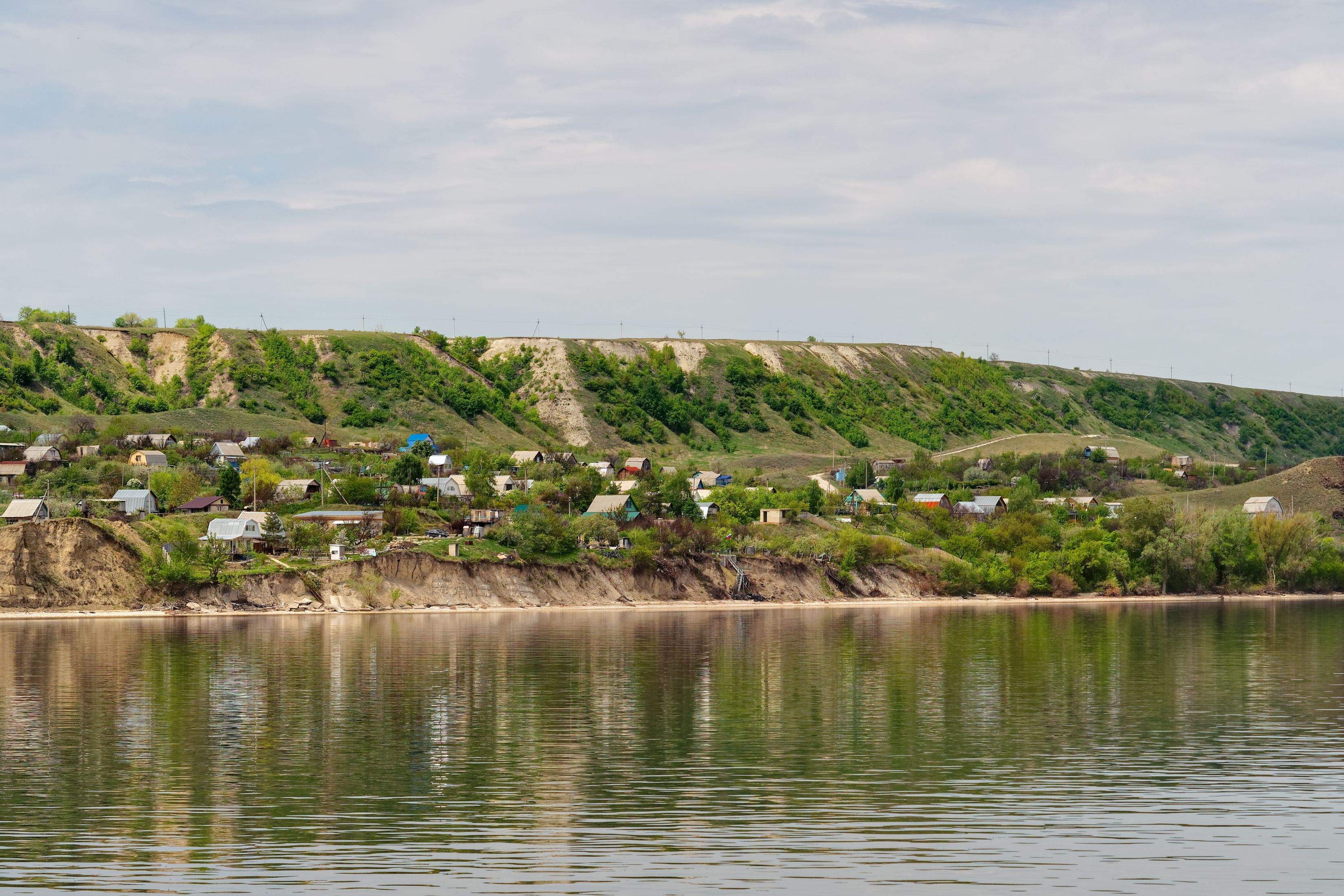
Село Мордово, вид с Волги

Мордово было основано мордовскими поселенцами (по другим данным — старообрядцами) в середине XVII века, примерно в 1670 году. До революции село с населением около 2500 человек относилось к Ахматской волости Камышинского уезда Саратовской губернии. Функционировали пристань, православный храм, три школы: церковно-приходская, земская и кредитная.
В годы советской власти в селе был организован рыбный колхоз, начала работу новая средняя школа. Во время Великой Отечественной войны в Мордово был временно размещен эвакуированный московский детский интернат. Для фронта жители села собрали более двух с половиной тысяч рублей.
В настоящее время в Мордово проживают 452 человека. Село образует Мордовинское сельское поселение. Имеется общеобразовательная школа, сохранилось здание церкви XIX века.

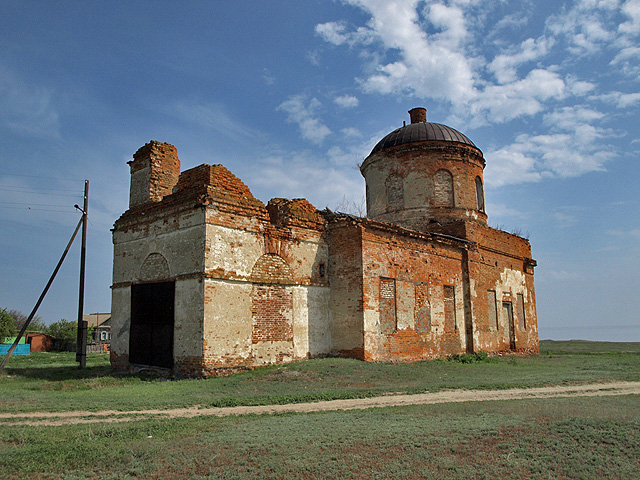
Храм во имя Димитрия Солунского в 2010 г.

## Население
Динамика численности населения
| 1897 | 1911 | 1987 | 2002 |
| ---- | ---- | ---- | ---- |
| 2566 | 3130 | ≈470 | 490  |

| 2002 | 2010 | 2012 | 2013 | 2014 |
| ---- | ---- | ---- | ---- | ---- |
| 490  | ↘467 | ↘456 | →456 | ↗464 |

### Известные жители
- Вислов, Иван Макарович (1900—1953) — начальник политотдела 170-й стрелковой дивизии, первый секретарь Скопинского райкома ВКП(б), председатель Рязанского облсовпрофа.
- Сургучёв, Дмитрий Павлович (1879—1918) — эсер, комиссар 7-й армии, делегат Всероссийского учредительного собрания.

## Русская православная церковь
Каменная церковь во имя святого великомученика Димитрия Солунского была построена в Мордово в 1844 году. В 1870 году при храме открылась церковно-приходская школа. В 1920-х годах после расстрела настоятеля храма и законоучителя местного земского училища иерея Олимпия Диаконова богослужения были прекращены и возобновлялись лишь на короткий период во время Великой Отечественной войны. До наших дней здание церкви дошло в повреждённом виде, почти полностью уничтожены внутреннее убранство и роспись, разрушена колокольня. Молебны в возвращённом епархии храме проводятся раз в две недели. В 2016 году здание церкви восстановлено.